# Codi ATC C10
El  codi ATC C10, descrit com Agents que redueixen els lípids sèrics (hipolipemiants), és una subgrup terapèutic de l'Anatomical, Therapeutic, Chemical Classification System (ATC). La classificació ATC és un sistema de codis alfanumèric desenvolupat per l'Organització Mundial de la Salut (OMS) per als fàrmacs i altres productes sanitaris. El subgrup C10 és part del grup anatòmic C Sistema cardiovascular.

Els codis per a ús veterinari (codis ATCvet) poden han estat creats afegint la lletra Q davant dels codis ATC humans: QC10... 
Les adaptacions estatals de la classificació ATC poden incloure codis addicionals no presents en aquesta llista, que segueix la versió de l'OMS.

## C10A Reductors delcolesteroli elstriacilglicerols
C10A A Inhibidors de la HMG CoA reductasa
C10A B Fibrats
C10A C Segrestants d'àcids biliars
C10A D Àcid nicotínic i derivats
C10A X Altres agents reductors del colesterol i els triacilglicerols